# Sloveniens herrlandslag i fotboll
Sloveniens herrlandslag i fotboll representerar Slovenien i fotboll på herrsidan.

## Historia

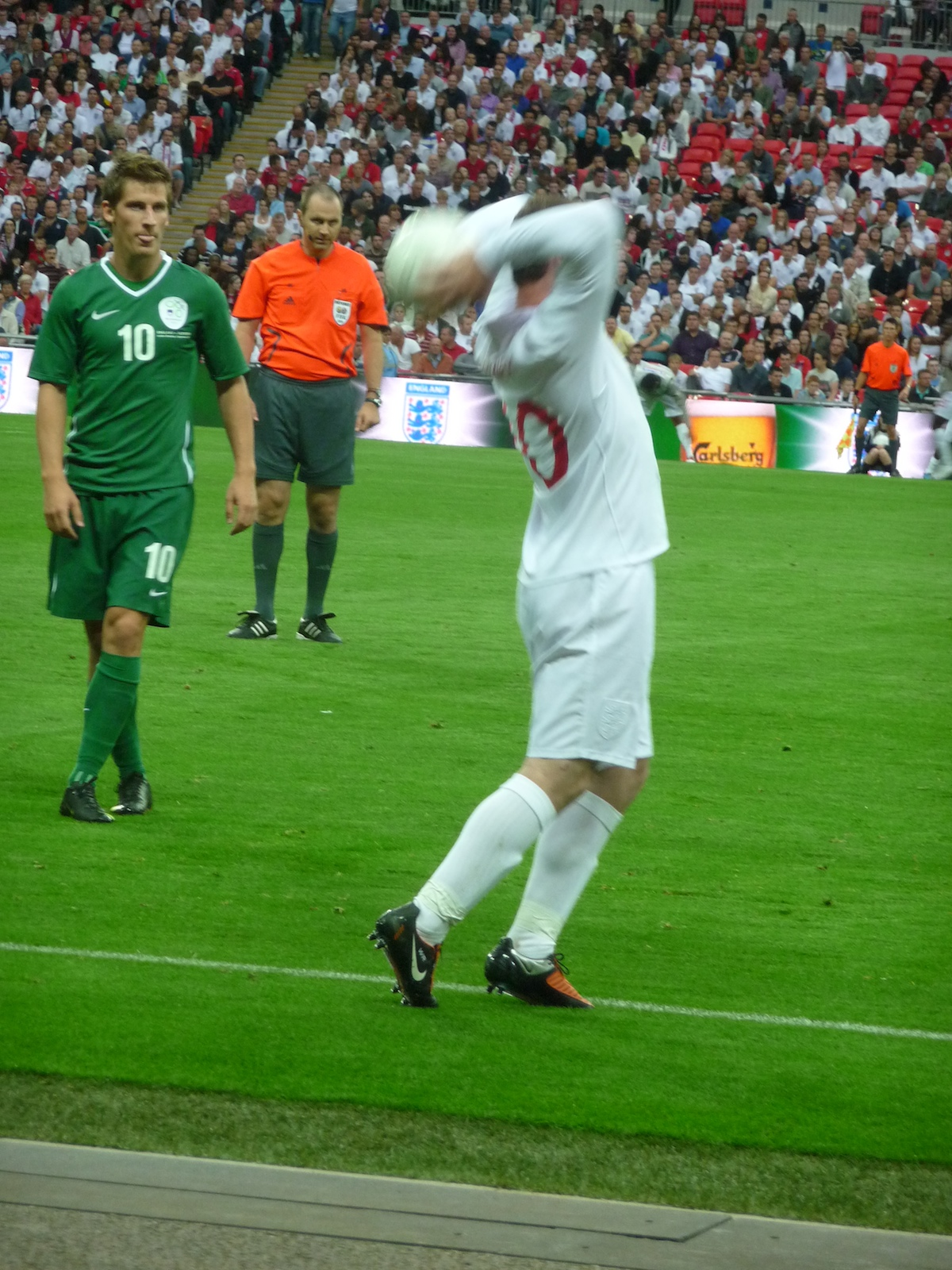
England-Slovenien 2009.

Sloveniens landslag bildades 1991 och blev medlem av Fifa och Uefa 1992. Tidigare spelade slovenska spelare i det jugoslaviska landslaget. Första matchen var en 0–1-förlust mot Kroatien den 19 juni 1991. 2002 noterade man sina största förlustsiffror med 0–5 mot Frankrike. Bästa resultat var 7–0 år 1999 mot Oman.

## EM-kval
1996 var Sloveniens första kval. Det blev tre segrar, två mot Estland och en mot Ukraina. Man spelade 1–1 hemma mot Italien och 0–0 borta mot Ukraina. Man kom ändå näst sist i gruppen, tolv poäng efter Italien (tvåa). 2000 års kval nådde man stora framgångar. Man kom tvåa i gruppen, före Grekland och åtta poäng bakom Norge, gruppsegraren. I playoffen slog man Ukraina efter 2–1 hemma och 1–1 borta, och man kvalade in till sitt första enda EM. 2004 nådde man playoff igen men förlorade 0–1 hemma mot Kroatien och man fick bara 1–1 borta. 2008 års kval blev ingen stor framgång för Slovenien. Man placerade sig sexa med endast Luxemburg bakom sig. I kvalet till EM 2012 ställdes Slovenien emot Italien, Serbien, Nordirland, Estland och Färöarna. Slovenien hamnade på en tredje plats efter Estland och Italien. I kvalet till EM 2016 nådde man playoff platsen. Men man förlorade mot Ukraina och blev kvar hemma. EM-kvalet 2020 resulterade i en fjärdeplats i gruppspelet trots ett relativt bra kval. 

### EM 2000
2000 kvalade man till sitt första EM. I gruppspelet spelade man 3–3 mot Jugoslavien och 0–0 mot Norge. 1–2-förlust mot Spanien stoppade Slovenien från fortsatt spel. Även om man inte gick vidare gjorde man en bra turnering, trots att man kom sist i gruppen.

## VM-kval
Lagets första VM-kval till 1998 blev ett misslyckande med bara en pinne efter 3–3 mot Kroatien (som dock skulle ta brons i följande turnering) borta. I följande kval gick det dock bättre, och Slovenien slutade tvåa i gruppen efter Ryssland vilket skickade laget till playoff. Efter 3–2 totalt mot Rumänien tog man sig till sitt första VM.
2006 års kval inleddes väldigt bra med bland annat seger mot Italien hemma (1–0), som senare vann hela VM. Resten av kvalet blev mindre lyckat, och Slovenien slutade till sist fyra i gruppen. I kvalet till VM 2010 lyckades Slovenien återigen att ta sig till kval efter att ha kommit efter Slovakien men före Tjeckien, Nordirland, Polen och San Marino. I playoff mötte man Ryssland och var kraftigt nederlagstippade men efter en 1–2-förlust borta och en 1–0-seger hemma gick Slovenien till VM på fler gjorda bortamål. I VM ställdes Slovenien emot England, USA och Algeriet.
Slovenien misslyckades med att ta sig vidare från gruppen i både 2014 och 2018 års kval, men i det senare kvalet klarade man 0–0 hemma mot England.

### VM 2002
Slovenien kvalade in till VM 2002. Men lyckades inte så bra. Man förlorade med 1–3 mot Spanien och Paraguay och 0–1 mot Sydafrika. Dessutom hade lagets stjärna Zlatko Zahovič skickats hem under turneringen efter att ha hamnat i konflikt med Srečko Katanec, vilket föranledde Katanec avgång efter turneringen.

### VM 2010
Slovenien kvalade in till VM 2010 och slutade på tredje plats i gruppspelet. Laget vann mot Algeriet, spelade oavgjort mot USA och förlorade med 0–1 mot England. Insatsen överträffade förväntningarna på laget och laget hyllades vid hemkomsten vid stortorget i Ljubljana.

## Trupp
Följande 29 spelare är uttagna till Uefa Nations League-matcherna mot Sverige, Serbien och Norge den 2-12 juni 2022.
Antalet landskamper och mål är korrekta per den 29 mars 2022 efter matchen mot Qatar.
| Nr | Pos. | Namn                 | Födelsedatum (ålder) | Matcher | Mål |           | Klubb                |
| -- | ---- | -------------------- | -------------------- | ------- | --- | --------- | -------------------- |
| 1  | MV   | Jan Oblak            | 7 januari 1993       | 46      | 0   | Spanien   | Atlético Madrid      |
| 12 | MV   | Vid Belec            | 6 juni 1990          | 18      | 0   | Italien   | Salernitana          |
| 16 | MV   | Igor Vekić           | 6 maj 1998           | 0       | 0   | Portugal  | Paços de Ferreira    |
|    | MV   | Martin Turk          | 21 augusti 2003      | 0       | 0   | Italien   | Parma                |
|    |      |                      |                      |         |     |           |                      |
| 17 | F    | Miha Mevlja          | 12 juni 1990         | 45      | 2   | Turkiet   | Alanyaspor           |
| 20 | F    | Petar Stojanović     | 7 oktober 1995       | 34      | 1   | Italien   | Empoli               |
| 6  | F    | Jaka Bijol           | 5 februari 1999      | 27      | 1   | Ryssland  | CSKA Moskva          |
| 23 | F    | Jure Balkovec        | 9 september 1994     | 23      | 0   | Turkiet   | Fatih Karagümrük     |
| 4  | F    | Miha Blažič          | 8 maj 1993           | 17      | 0   | Ungern    | Ferencváros          |
| 7  | F    | Martin Milec         | 20 september 1991    | 7       | 0   | Slovenien | Maribor              |
| 2  | F    | Žan Karničnik        | 18 september 1994    | 6       | 0   | Bulgarien | Ludogorets Razgrad   |
| 3  | F    | Gregor Sikošek       | 13 februari 1994     | 3       | 0   | Slovenien | Maribor              |
|    | F    | David Brekalo        | 3 december 1998      | 2       | 0   | Norge     | Viking               |
|    |      |                      |                      |         |     |           |                      |
| 14 | MF   | Jasmin Kurtić        | 10 januari 1989      | 76      | 2   | Grekland  | PAOK                 |
| 21 | MF   | Benjamin Verbič      | 27 november 1993     | 40      | 5   | Polen     | Legia Warszawa       |
| 10 | MF   | Miha Zajc            | 1 juli 1994          | 31      | 7   | Turkiet   | Fenerbahçe           |
| 13 | MF   | Domen Črnigoj        | 18 november 1995     | 22      | 3   | Italien   | Venezia              |
| 8  | MF   | Sandi Lovrić         | 28 mars 1998         | 20      | 3   | Italien   | Udinese              |
| 22 | MF   | Adam Gnezda Čerin    | 16 juli 1999         | 9       | 1   | Kroatien  | Rijeka               |
| 5  | MF   | Jon Gorenc Stanković | 14 januari 1996      | 9       | 1   | Österrike | Sturm Graz           |
| 15 | MF   | Leo Štulac           | 26 september 1994    | 8       | 0   | Italien   | Empoli               |
|    | MF   | Blaž Vrhovec         | 20 februari 1992     | 5       | 0   | Cypern    | Anorthosis Famagusta |
|    | MF   | Tomi Horvat          | 24 mars 1999         | 1       | 0   | Slovenien | Mura                 |
|    |      |                      |                      |         |     |           |                      |
| 9  | A    | Andraž Šporar        | 27 februari 1994     | 35      | 5   | England   | Middlesbrough        |
| 19 | A    | Luka Zahović         | 15 november 1995     | 11      | 0   | Polen     | Pogoń Szczecin       |
| 11 | A    | Benjamin Šeško       | 31 maj 2003          | 9       | 1   | Österrike | Red Bull Salzburg    |
| 18 | A    | Žan Celar            | 14 mars 1999         | 2       | 0   | Schweiz   | Lugano               |